# National Gallery of Victoria

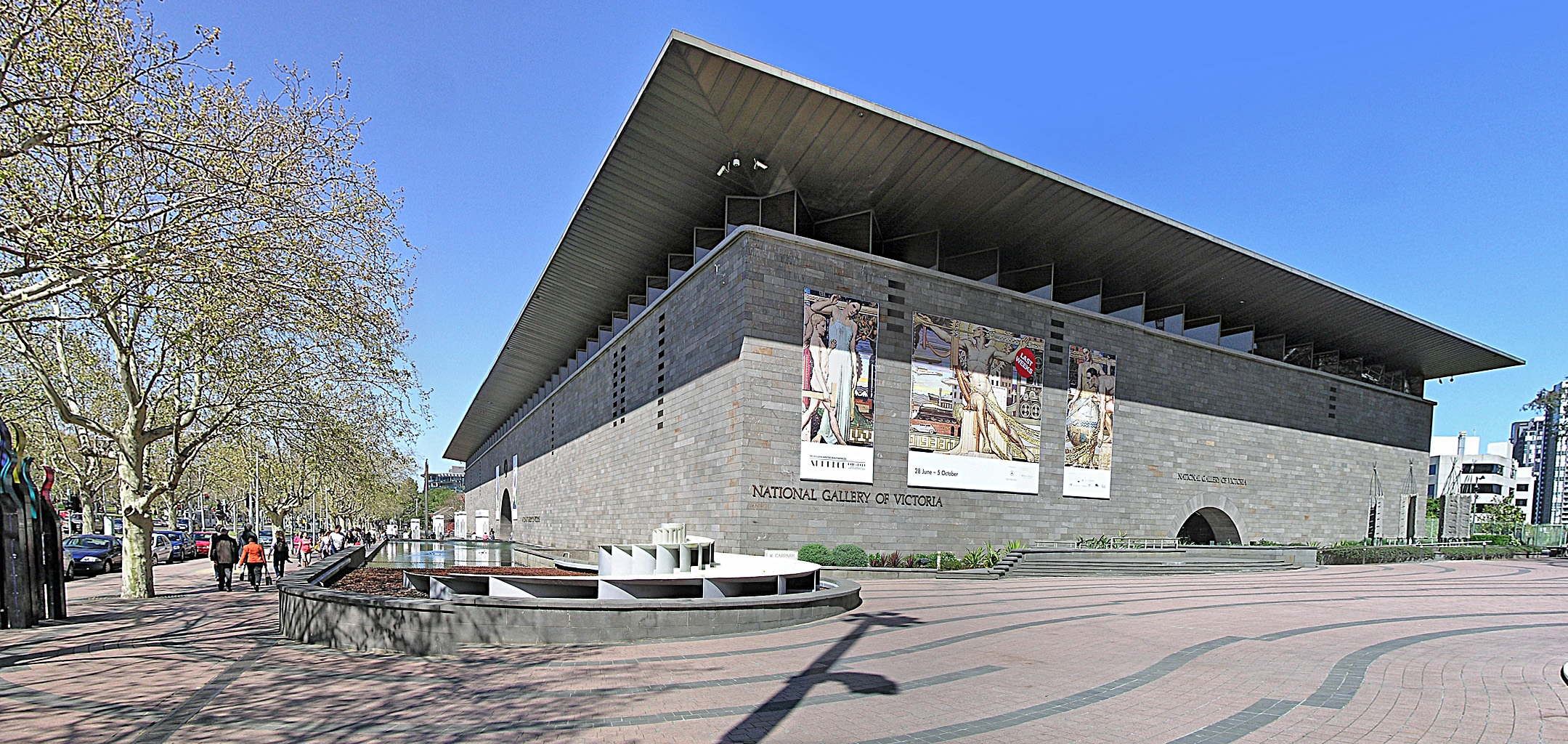
Budynek muzeum

National Gallery of Victoria (NGV) – muzeum sztuk pięknych położone w Melbourne przy 180 St. Kilda Road i Federation Square. Jest najstarszym i największym muzeum sztuk pięknych w Australii. Składa się z dwóch działów: galerii sztuki międzynarodowej NGV International i galerii sztuki australijskiej The Ian Potter Centre: NGV Australia.

## Historia

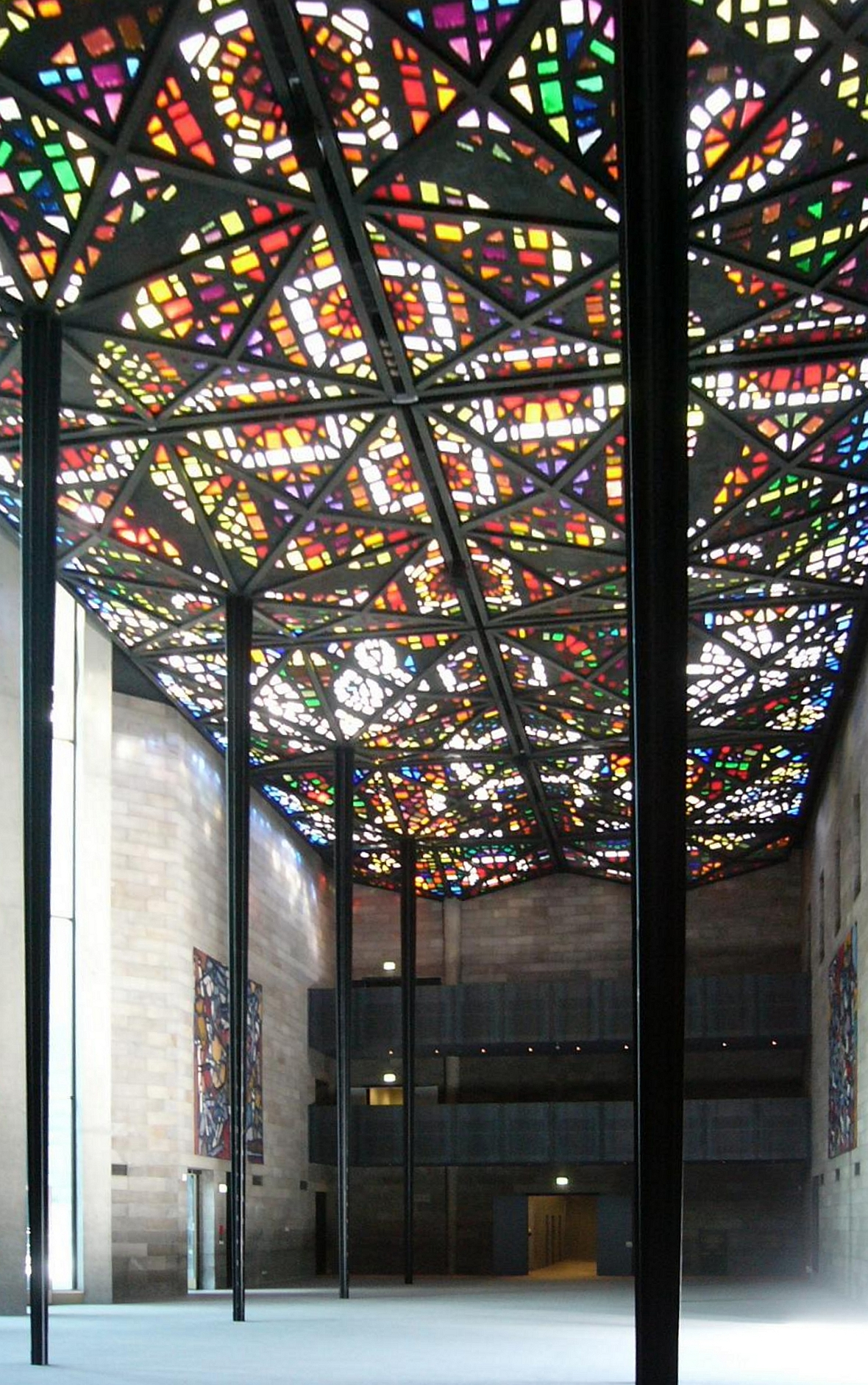
Przeszklony strop w holu głównym National Gallery of Australia

Muzeum National Gallery of Australia powstało w 1861 na bazie Muzeum Stanowego (State Museum). W 1904 miejscowy przedsiębiorca i filantrop, Alfred Felton (1831–1904), dokonał największej donacji na rzecz muzeum ustanawiając jednocześnie działającą do dziś fundację swego imienia, Felton Bequests’ Committee. Dzięki jego donacji oraz działalności fundacji galeria weszła w posiadanie dzieł takich mistrzów jak: van Eyck, Memling, Rembrandt, Giambattista Pittoni, Tycjan, van Dyck, Tiepolo, Corot, Manet, Reynolds, Gainsborough, Turner.
W 1968 muzeum zostało przeniesione do obecnej siedziby przy St. Kilda Road. Jest największą i najobszerniejszą galerią sztuki w Australii. Ma w swych zbiorach jedną z najświetniejszych kolekcji dzieł starych mistrzów na świecie. W budynku przy St. Kilda Road mieści się dział sztuki międzynarodowej.
Przed 2003 pierwotna galeria została poddana renowacji. Przed wejściem do budynku zbudowano wodospad, a hol główny (Great Hall) przekryto szklanym stropem autorstwa australijskiego artysty Leonarda Frencha. We wnętrzu zgromadzone są zbiory sztuki począwszy od starożytnej Grecji i Rzymu, poprzez kulturę Azteków, ludów Pacyfiku do klasyków malarstwa europejskiego.
Obok budynku mieści się uczelnia Victoria College of the Arts. Dział sztuki australijskiej znajduje się w położonym przy Federation Square budynku Ian Potter Centre. Na trzech kondygnacjach prezentowana jest kolejno sztuka Aborygenów oraz malarzy australijskich reprezentujących różne epoki, od klasycznych malarzy kolonialnych, poprzez australijskich impresjonistów do twórców współczesnych.

### Kradzież obrazu Picassa
Głośnym wydarzeniem w historii galerii stała się w 1986 kradzież obrazu Pabla Picassa Kobieta płacząca (1937), jednego z serii obrazów namalowanych pod wpływem okrucieństw wojny domowej w Hiszpanii. Obraz w 1985 zakupił dla galerii jej ówczesny dyrektor Patrick McCaughey, płacąc 1,6 miliona dolarów, co sprawiło, iż w owym czasie było to najdroższe dzieło sztuki w Australii. Kradzieży dokonała grupa osób określająca się jako Australijscy Terroryści Kulturalni (Australian Culture Terrorists). Grupa domagała się od lokalnego rządu stanowego zwiększenia nakładów na sztukę grożąc, w razie niespełnienia żądań, zniszczeniem dzieła. Po kilkunastu dniach obraz, dzięki anonimowemu telefonowi, został odnaleziony w skrytce dworca Spencer Street Station. Była to największa kradzież dzieła sztuki w historii Australii.

## Kolekcja
W zbiorach muzeum znajduje się ponad 65 000 eksponatów, z których 17 800 udostępnionych jest online

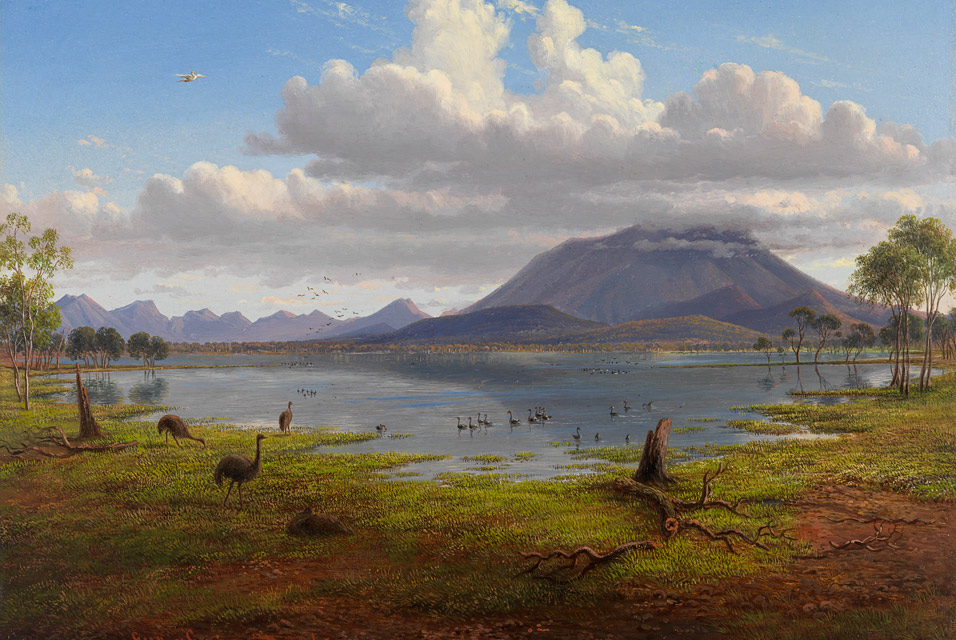
Eugene von Guerard, Góra Williama i część gór Grampianów w Zachodniej Wiktorii, 1865
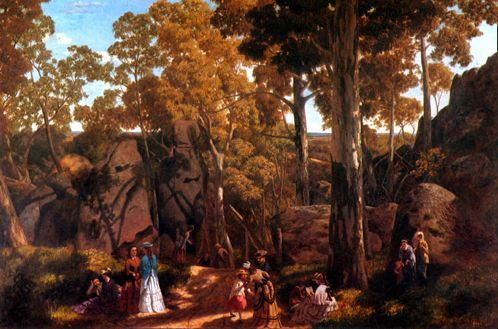
William Ford, Piknik pod wiszącą skałą, 1875
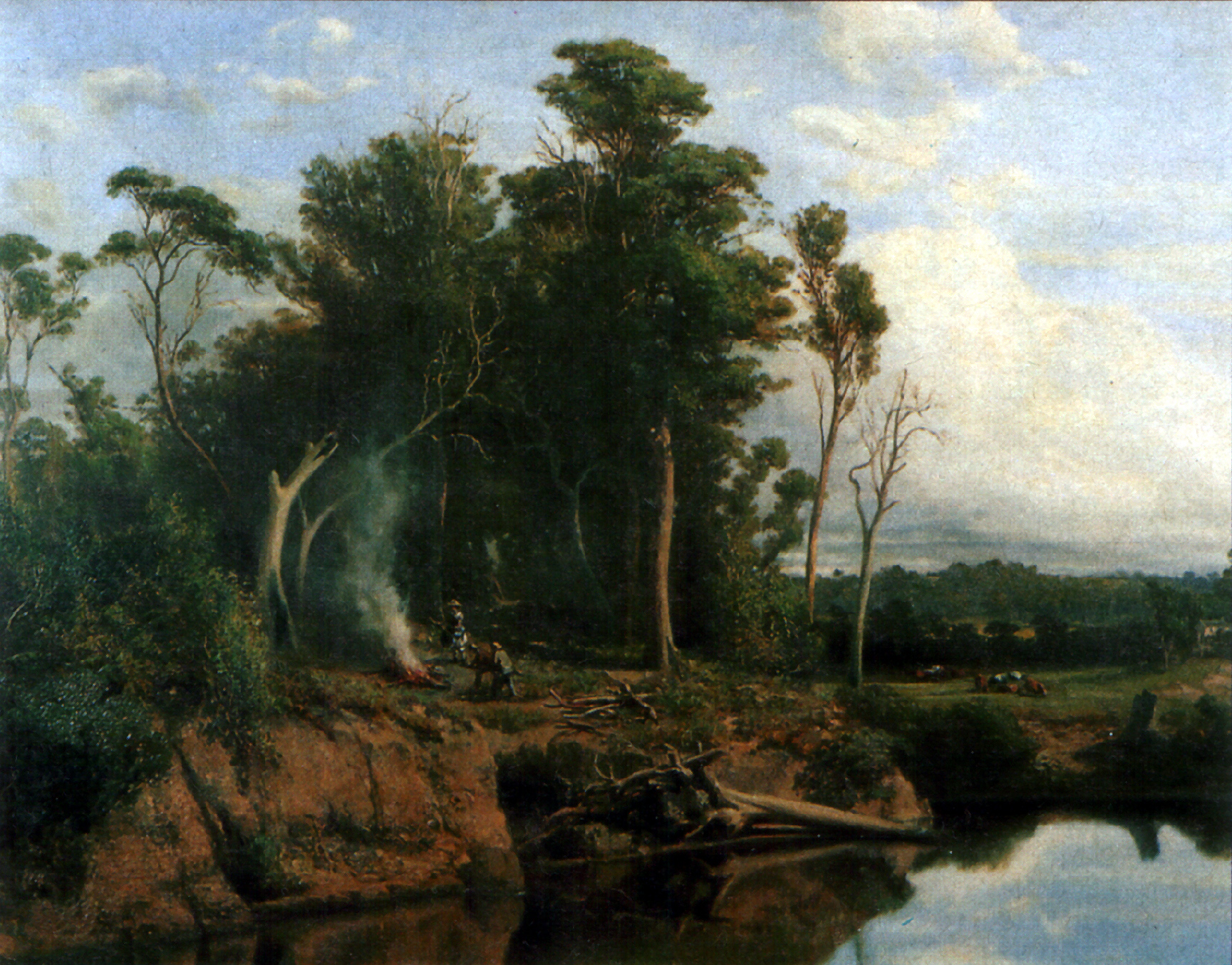
Louis Buvelot, Zimowy poranek w Heidelbergu, rok ?
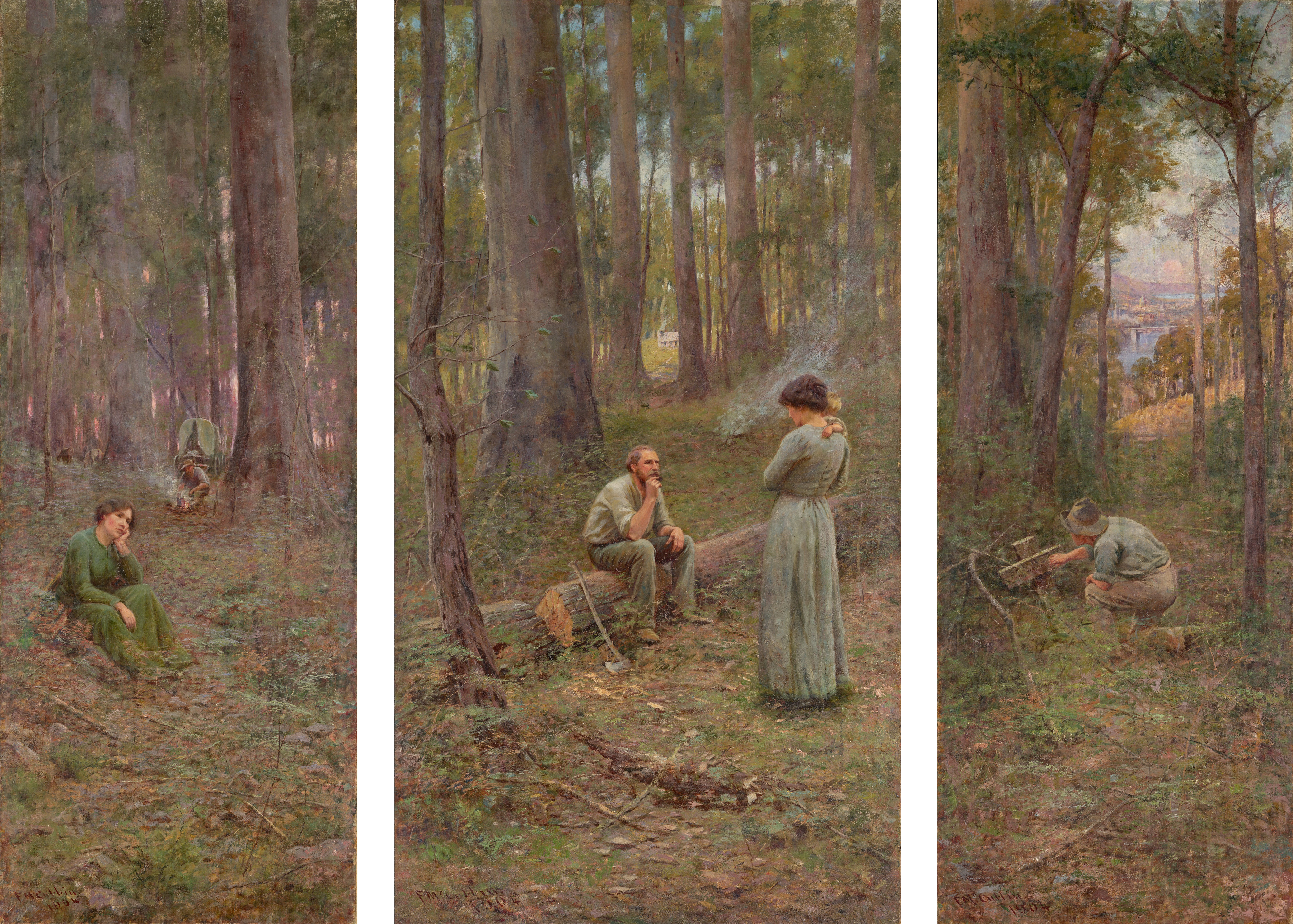
Frederick McCubbin, Pionier, 1904

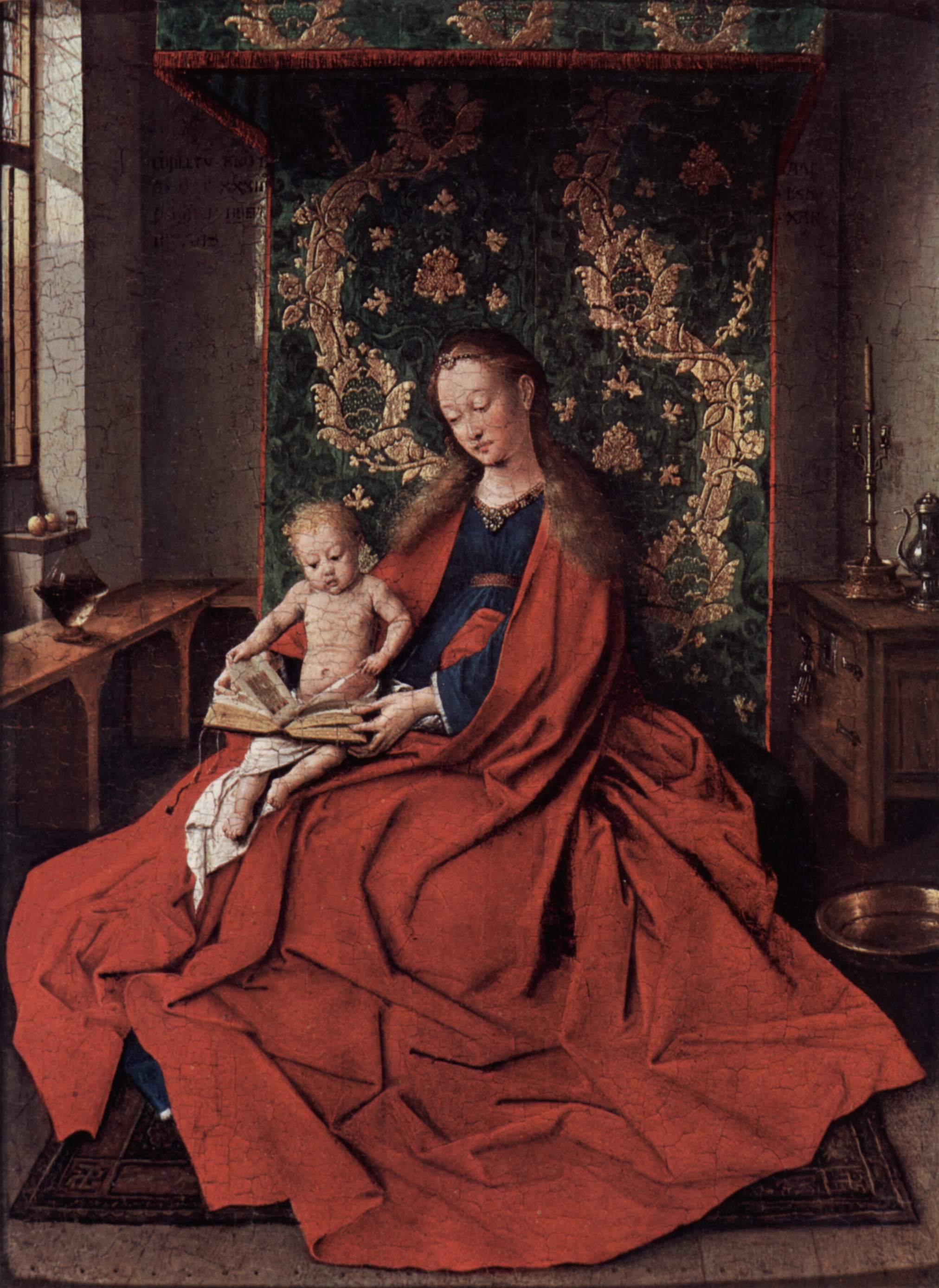
Jan van Eyck, Madonna z czytającym Dzieciątkiem, 1433
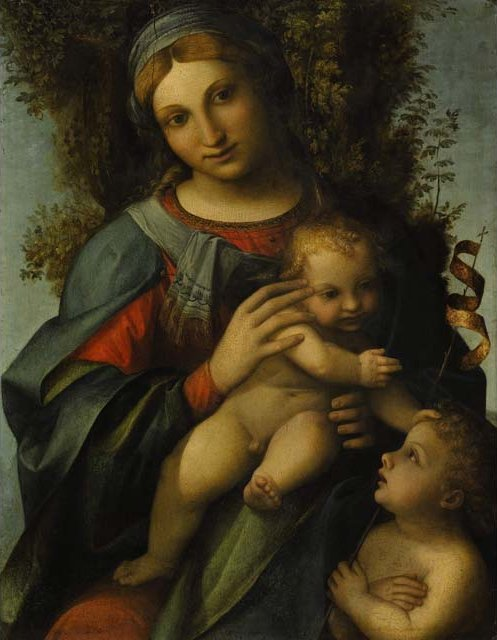
Correggio, Madonna z Dzieciątkiem i św. Janem Chrzcicielem, 1514–1515
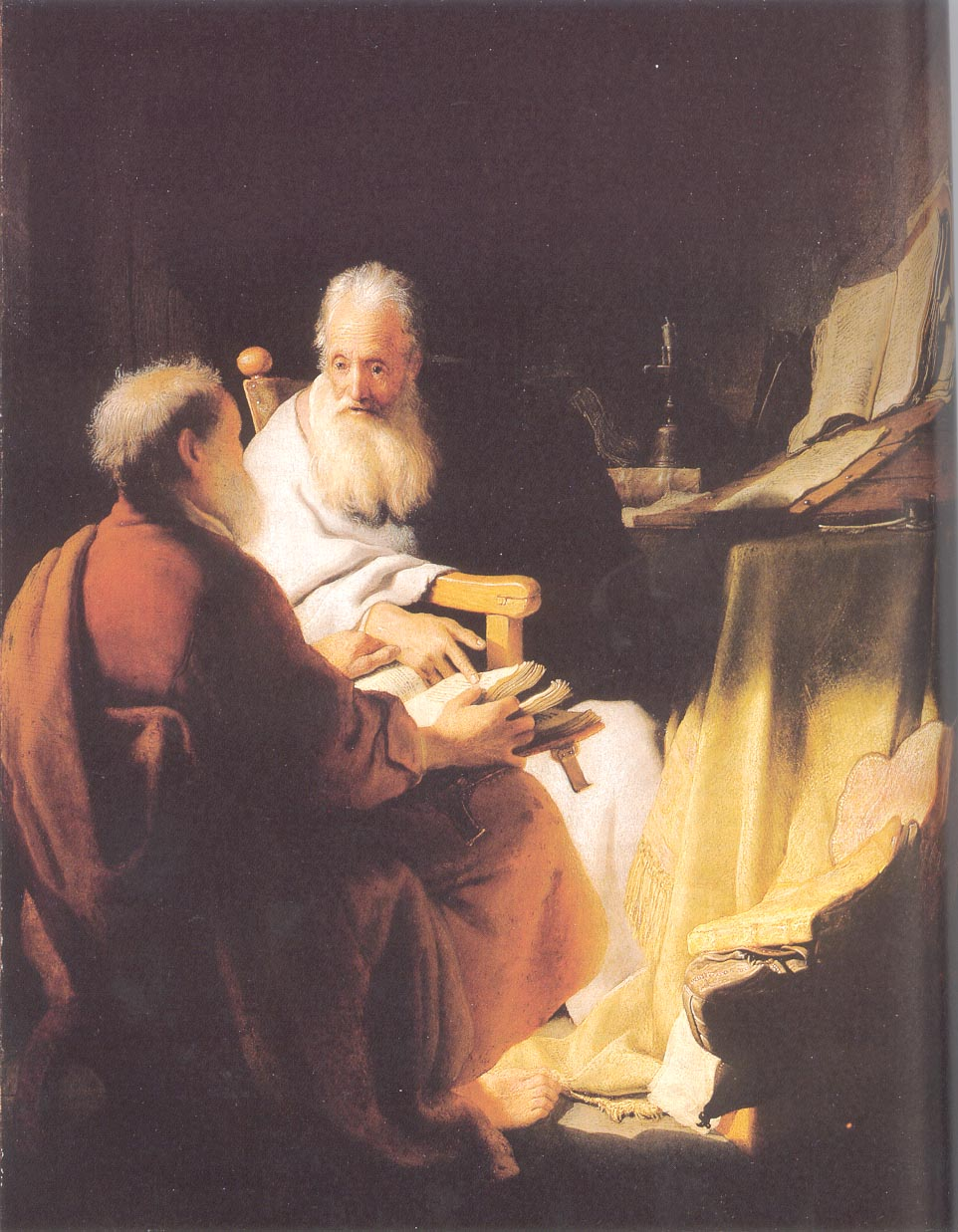
Rembrandt, Dwaj dyskutujący mężczyźni, 1628
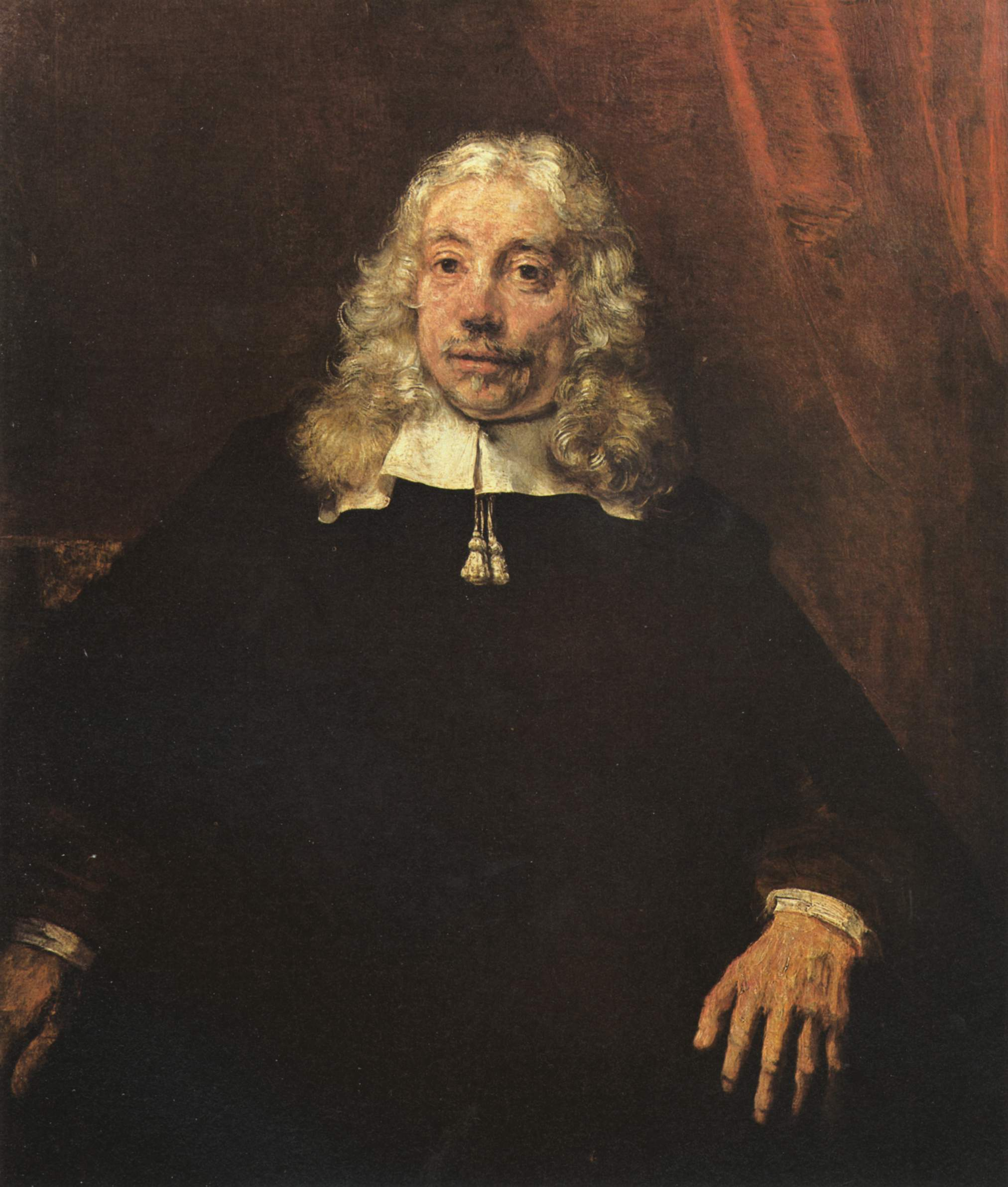
Rembrandt, Portret mężczyzny o białych włosach, 1667
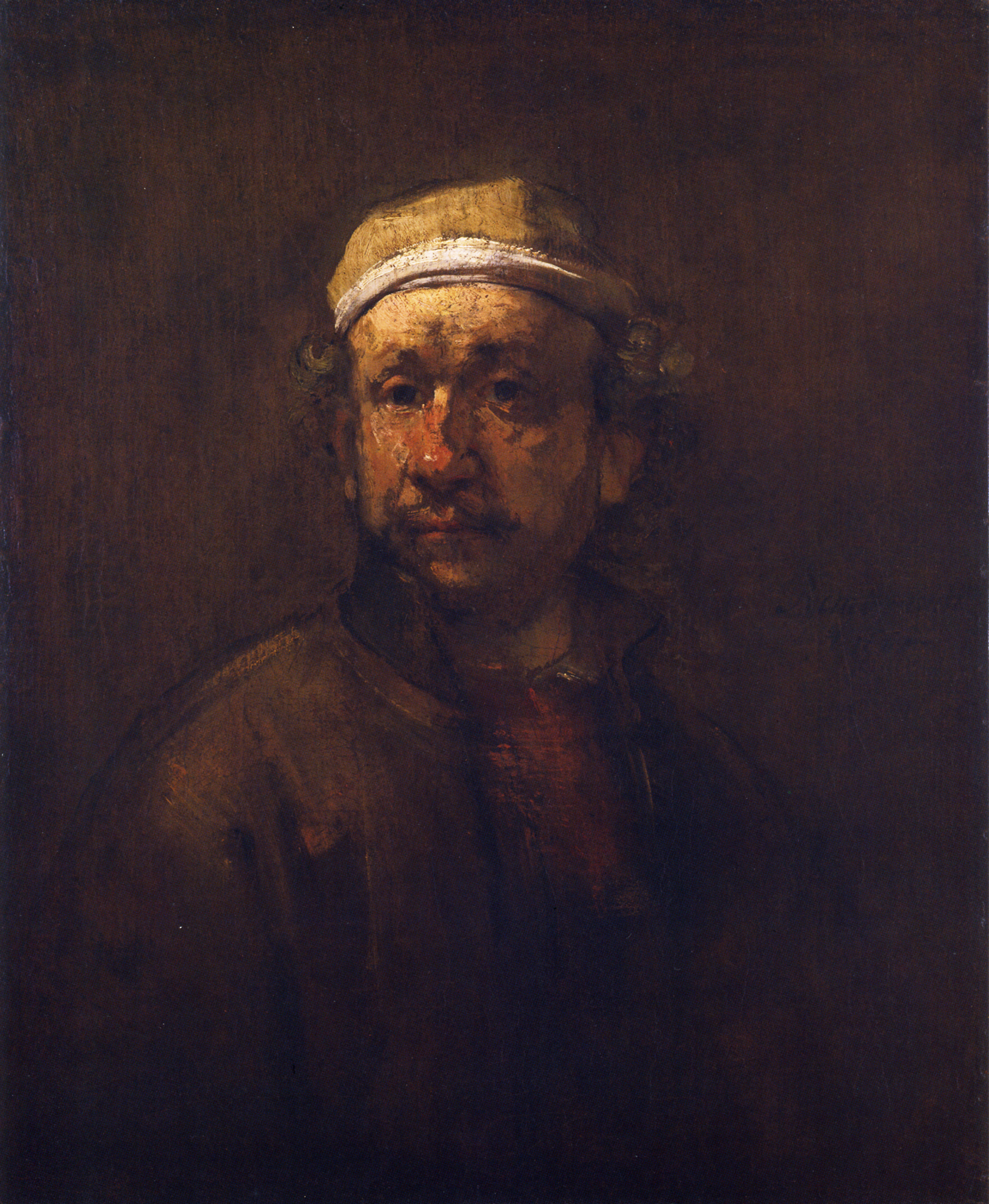
Pracownia Rembrandta, Rembrandt, ok. 1660–1669
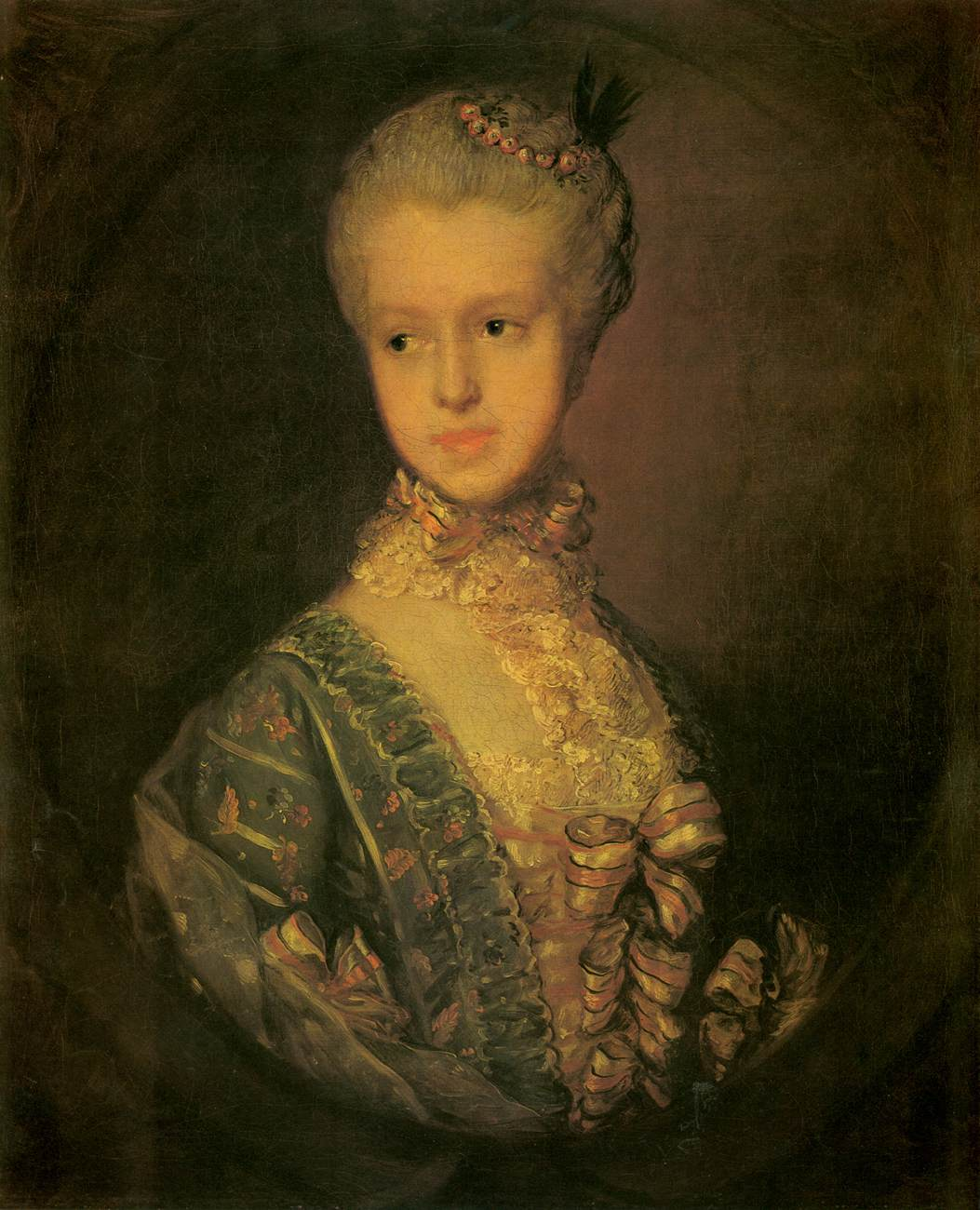
Thomas Gainsborough, Elizabeth Wrottesly, 1764–1765
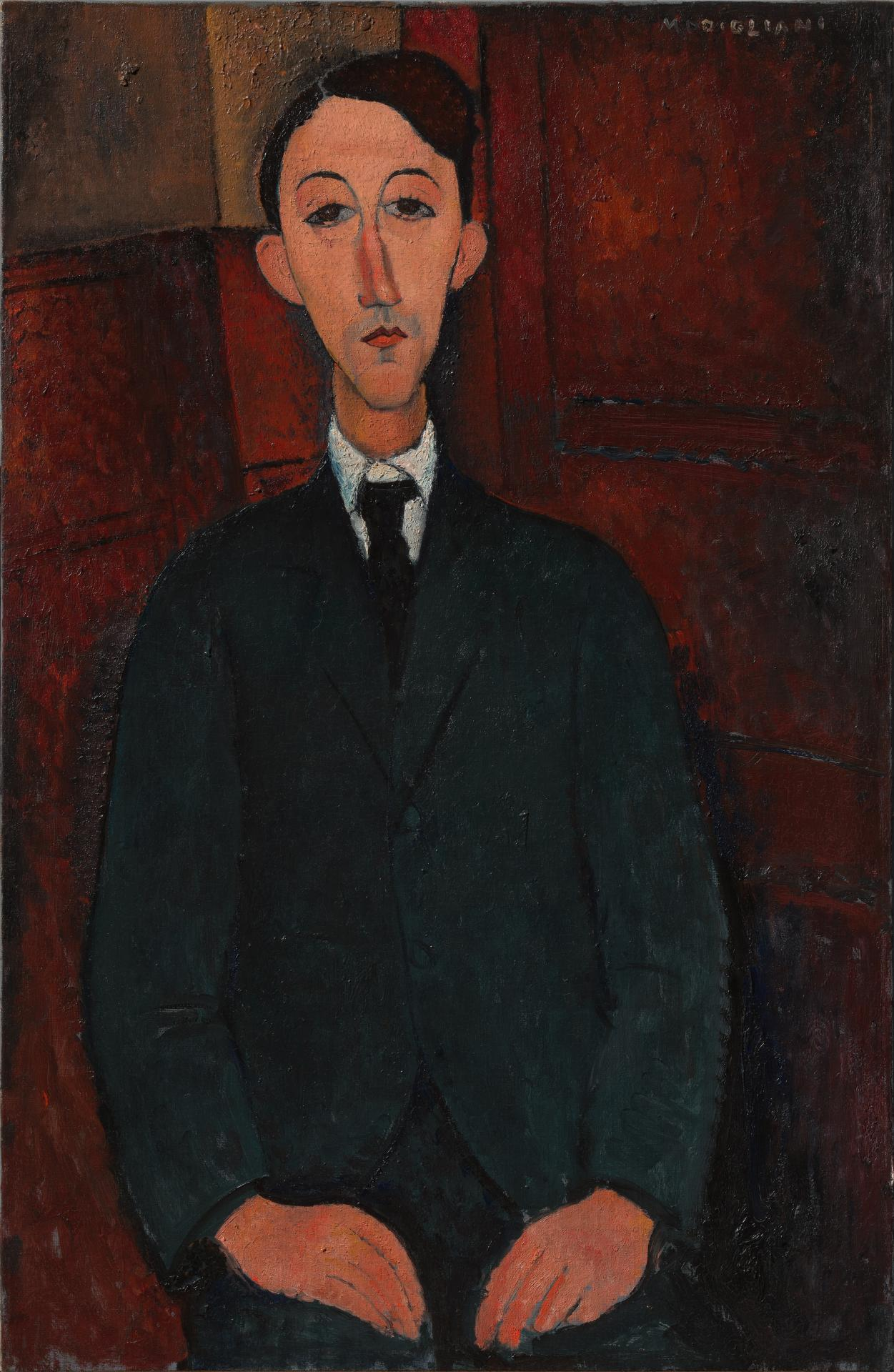
Amedeo Modigliani, Portret Manuela Humberta, 1916

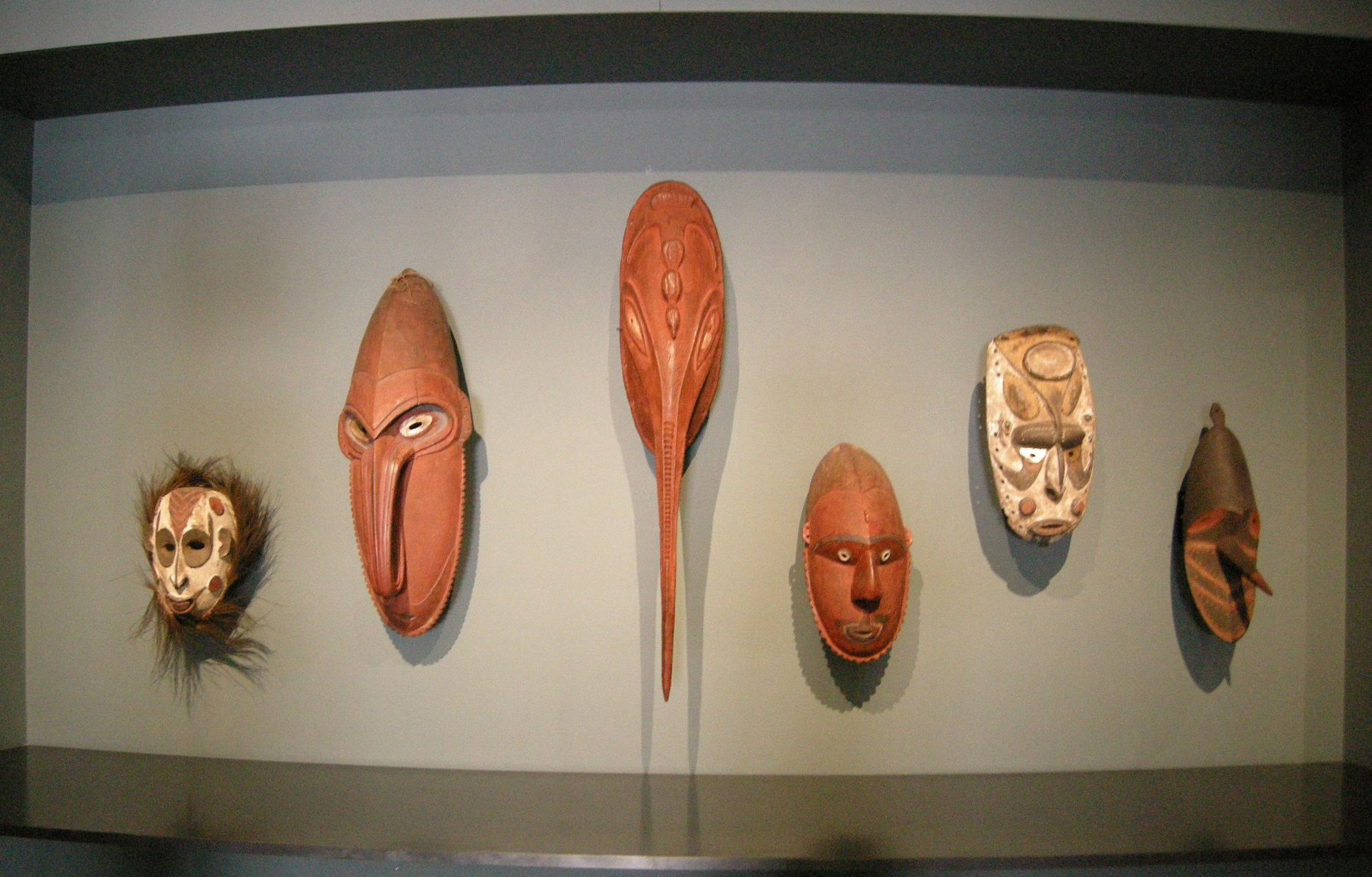
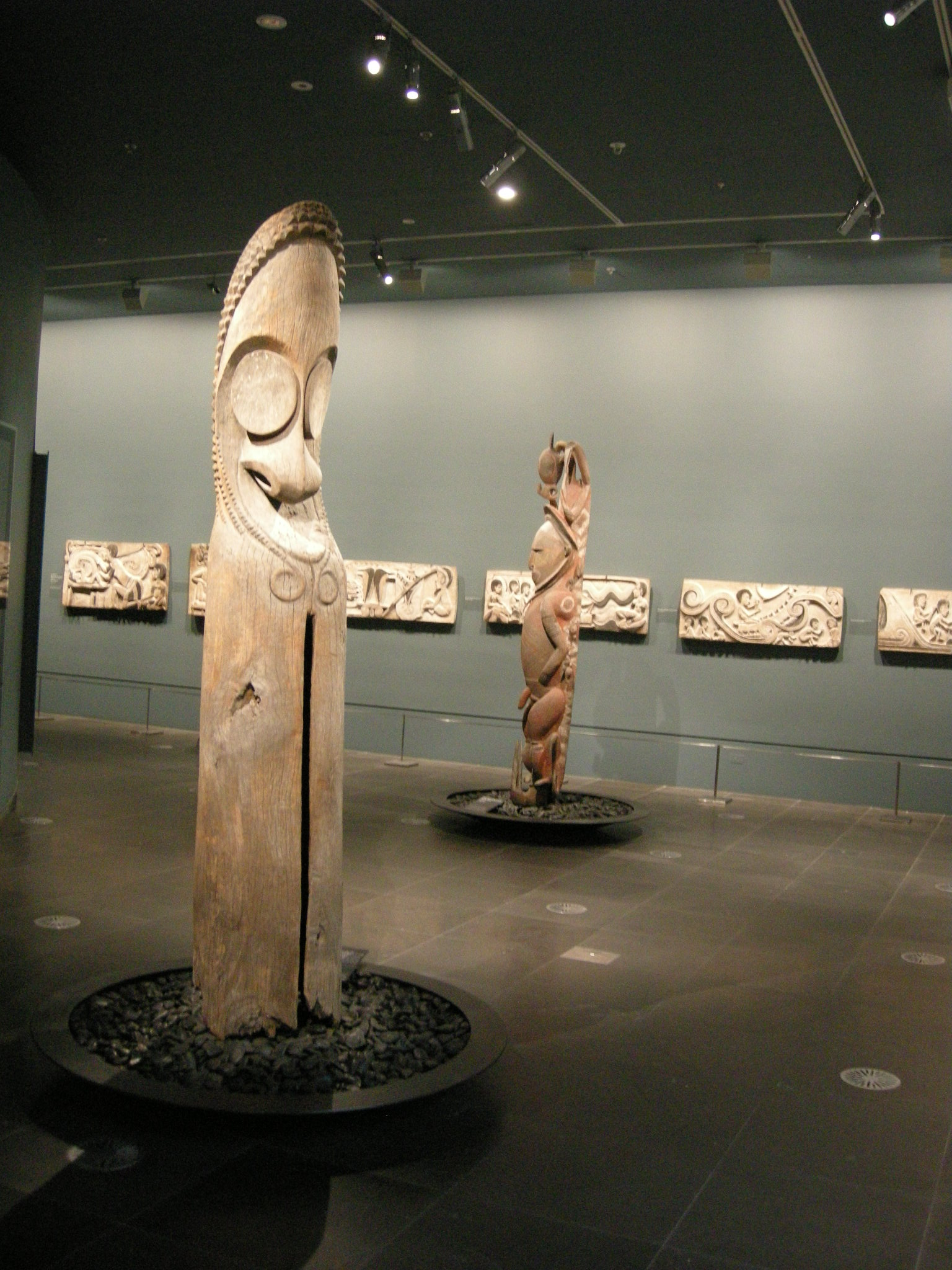
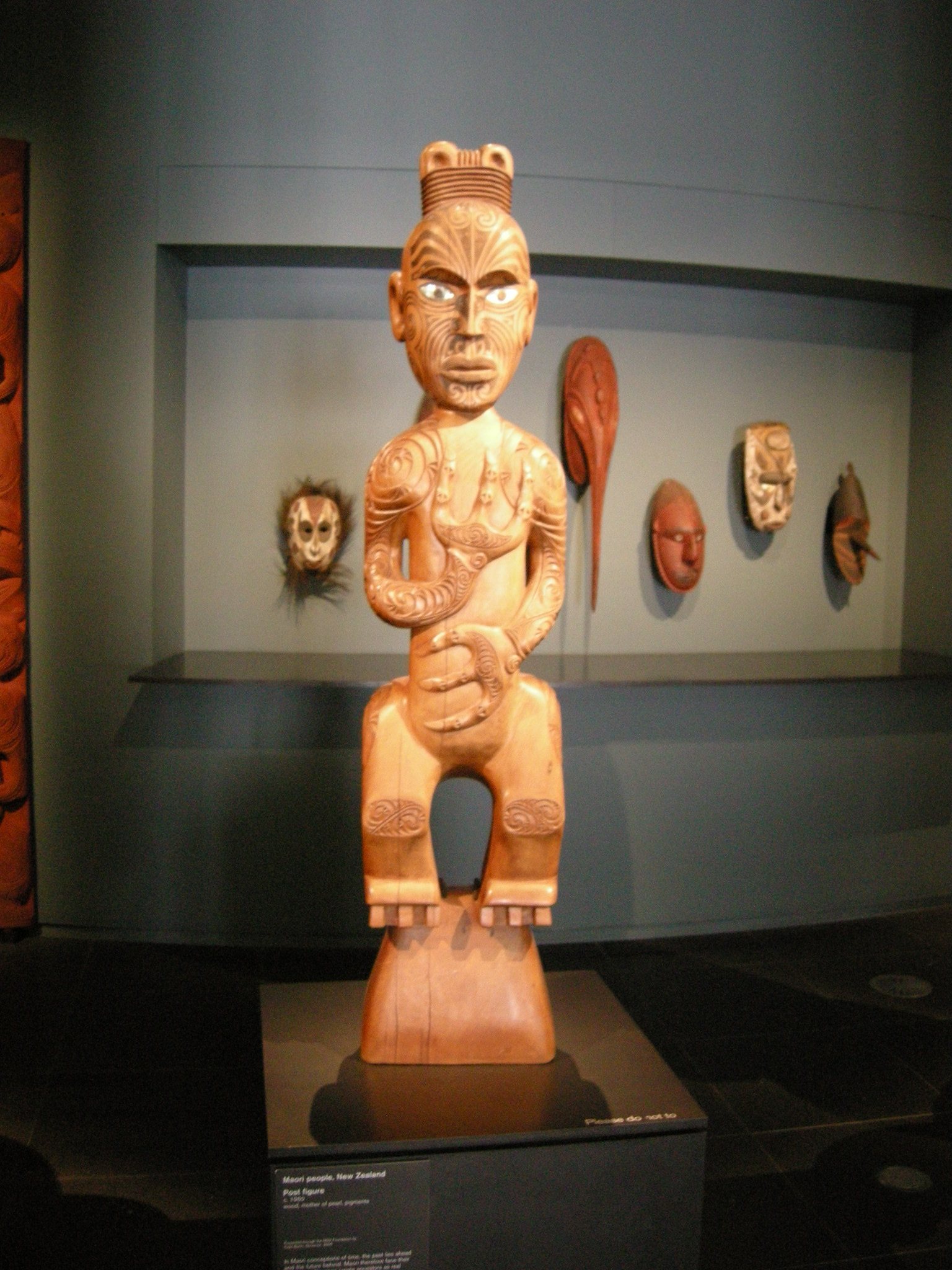